# 傑佛遜鎮區 (印地安納州派克縣)
傑佛遜鎮區（英語：Jefferson Township）是位於美國印地安納州派克縣的一個行政鎮區。

## 地方資料
根據2010年美國人口普查的數據，傑佛遜鎮區的面積為137.60平方千米，當中陸地面積為136.00平方千米，而水域面積為1.60平方千米。當地共有人口1814人，而人口密度為每平方千米13.18人。